# Armas Kemppi

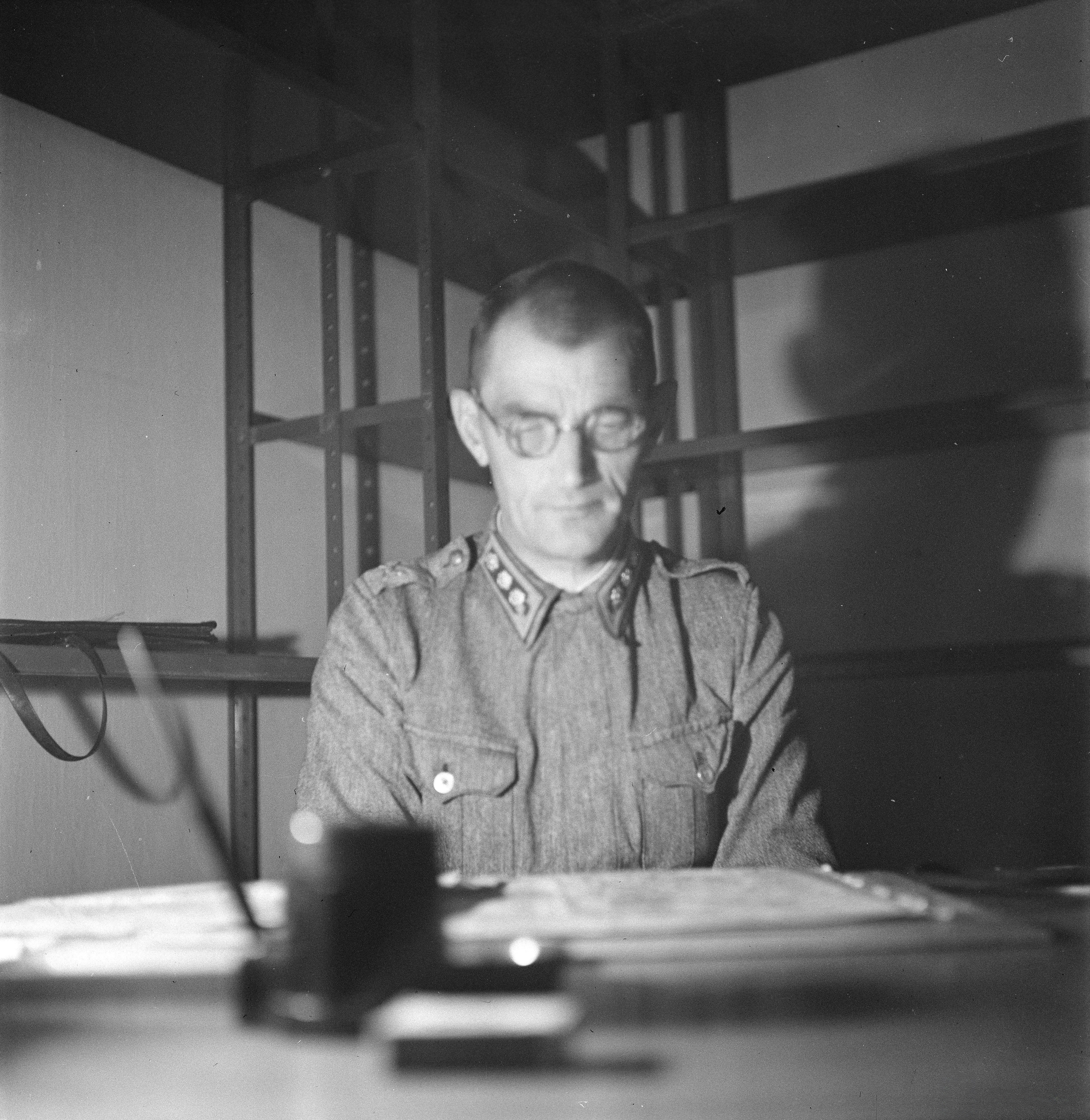
Armas Kemppi.

Armas Artturi Kemppi, född 5 augusti 1893 i Fredrikshamn, död 12 oktober 1949 i Kouvola, var en finländsk militär.
Kemppi tillhörde jägarbataljonen i Lockstedt, varifrån han 1917 sändes till Lovisa som organisatör av den lokala skyddskåren. Han deltog som kompanichef i finska inbördeskriget 1918 och var under vinterkriget befälhavare för regementet JR 21 vid Taipale. Han blev överste 1940 och ledde under fortsättningskriget det ryktbara "Tyrjä-regementet" JR 7 under anfallsskedet och ställningskriget till 1943, var 1943–1944 kommendör för regementet JR 22 vid Svir och därefter för 20. brigaden. Han fick ett oförtjänt dåligt rykte, när brigaden till följd av flera olyckliga omständigheter i panik övergav Viborg den 20 juni 1944 och avgick ur aktiv tjänst samma år.